# IC 3335
IC 3335 ist eine linsenförmige Galaxie vom Hubble-Typ S0? im Sternbild Coma Berenices am Nordsternhimmel. Sie ist schätzungsweise 417 Millionen Lichtjahre von der Milchstraße entfernt.
Das Objekt wurde am 23. März 1903 vom deutschen Astronomen Max Wolf entdeckt.